# Quần thể thống kê
Trong thống kê, một quần thể là một tập các đối tượng có ít nhất một đặc tính chung là đối tượng của cuộc phân tích thống kê. Ví dụ, quần thể người Đức có thể được định nghĩa là tất cả những người có quốc tịch Đức. Tất cả các ngôi sao trong dải Ngân Hà cũng có thể tạo thành một quần thể. Ngược với quần thể là mẫu thống kê, một tập con rút ra từ quần thể, đại diện cho quần thể đó trong cuộc phân tích. Nếu mẫu được chọn đúng cách, có thể suy luận ra các đặc tính của quần thể lớn mà nó rút ra từ đó từ những đặc tính của mẫu.